# Dealu Morii
Dealu Morii est une commune roumaine située dans le județ de Bacău.